# Pseudanthias fasciatus
Pseudanthias fasciatus is een straalvinnige vissensoort uit de familie van zaag- of zeebaarzen (Serranidae). De wetenschappelijke naam van de soort werd voor het eerst geldig gepubliceerd in 1954 door Kamohara.